# Hilișeu-Horia
Hilișeu-Horia è un comune della Romania di 3 659 abitanti, ubicato nel distretto di Botoșani, nella regione storica della Moldavia.
Il comune è formato dall'unione di 5 villaggi: Corjăuți, Hilișeu-Cloșca, Hilișeu-Crișan, Hilișeu-Horia, Iezer.